# Valeriano Menéndez Conde y Álvarez
Valeriano Menéndez Conde y Álvarez (San Martín de Luiña, Cudillero, Asturias, 24 de noviembre de 1848 - Valencia, 5 de marzo de 1916) fue un sacerdote y obispo español.

## Biografía
Valeriano Menéndez Conde hizo sus primeros estudios de Latín en Pravia. A los catorce años consiguió una beca para estudiar en el Seminario Conciliar de Oviedo. Concluidos sus estudios fue coadjutor en la parroquia de Pravia, pero sus conocimientos le permitieron pronto ser profesor en el Seminario de Valdediós, en Villaviciosa. Posteriormente alcanzó los curatos de La Caridad, en el concejo de El Franco, e Illas.
Se trasladó a Santiago de Compostela para obtener el grado de licenciado en Teología, presentándose posteriormente al concurso de una canongía de la Catedral de Santiago, obteniendo el puesto. Poco después obtuvo el grado de doctor en Teología, con lo que pudo desempeñar una cátedra en el Seminario Central de Santiago.
En 1887 es designado obispo auxiliar de Toledo con el título de obispo de Tamasso. En 1890 fue destinado como nuevo obispo a Tuy, en Pontevedra. En 1914 fue designado como arzobispo de Valencia, falleciendo el 5 de marzo de 1916.
Siendo obispo de Tuy, fue designado para representar al arzobispado de Santiago de Compostela en el Senado de España, entre 1896-1898 y entre 1903-1905. Posteriormente, y como arzobispo de Valencia, fue designado senador por derecho propio desde 1914 hasta su fallecimiento.

## Obras
- Discurso inaugural del curso académico de 1886 a 1887. Santiago de Compostela: Seminario Conciliar Central, 1886.
- Oración fúnebre pronunciada en las solemnes exequias de S. M. el Rey D. Alfonso XII. Oviedo : Imprenta Católica, 1886.
- Oración fúnebre: pronunciada en la S. A. y M. iglesia de Santiago el día 30 de enero de 1888 en las honras del Excmo y reverendísimo señor arzobispo Dr. D. Victoriano Guisasola y Rodríguez. Santiago de Compostela: Seminario C. Central, 1888.
- Carta pastoral que el Ilmo. señor obispo de Tuy dirige a sus diocesanos con motivo de la Santa Cuaresma. Tuy: Imp. de la Viuda é Hijo de L. P. Hermida, 1899.
- Otra historia: documento importante. Tuy: Tipografía Regional, 1899.
- Officia propria sanctorum, quae recitantur in Diocesis Tudensi... Compostellae: Typograph. Seminarii Conciliaris Centralis, 1899.
- Carta pastoral. Tuy: [s. n.], [hacia 1900].
- Carta pastoral del Ilmo. y Revmo. señor Dr. D. Valeriano Menéndez Conde, obispo de Tuy, con motivo de la Santa Cuaresma. Santiago: Seminario C. Central, 1901.
- En defensa de la religión y sus ministros : carta pastoral. Madrid: Biblioteca del Apostolado de la Prensa, 1901.
- Pastoral [sobre el tema: "Uno es el Señor, una la fé, uno el bautismo"] del Obispo de Tuy. Orense: Imp. "La Popular", 1903.
- A los asociados de El Despertar del Tea en Buenos Aires. Tuy: Imprenta y Librería de Hermida, 1910.
- Pastoral acerca de la limitación de la libertad humana por la ley moral. Madrid: [s. n.], 1911.
- Pastorales. Madrid: Imp. del Sagrado Corazón, 1911.
- Pastoral acerca de el sacerdocio cristiano. Madrid: [s. n.], 1912.
- Carta pastoral que el Excmo. y Rmo. Sr. arzobispo de Valencia dirige al clero y fieles de su amada archidiócesis con motivo de su entrada en la misma. Valencia: Tipografía Moderna A. C. de M. Gimeno, 1915.
- Homenaje de admiración y amor: pastorales y discursos del Dr. D. Valeriano Menéndez Conde obispo que fue de Tuy y arzobispo de Valencia. Valencia: Tipografía Moderna, 1918.
- Pastoral acerca del sacerdocio cristiano. Covadonga: Editorial Covadonga, 1935.